# Horky nad Jizerou
Horky nad Jizerou (németül: Horka an der Iser) község Csehország Mladá Boleslav-i járásában. Horky nad Jizerou Benátky nad Jizerou, Zdětín, Brodce, Chotětov és Hrušov településekkel határos.

## Fekvése
A Jizera folyó partján található.

## Története
A község első írásos említése 1505-ből származik.

## Közlekedés
A községnek vasútállomása nincs, buszjáratok közlekednek.

## Látnivalók
- Kastély
- Szent Miklós templom
- Szűz Mária kápolna

## Népesség
A település népessége az elmúlt években az alábbi módon változott:
| Lakosok száma | 549  | 608  | 627  | 554  | 443  | 405  | 540  | 567  | 591  | 619  |
|               | 1869 | 1890 | 1921 | 1950 | 1980 | 2001 | 2017 | 2019 | 2022 | 2024 |